# Jeziorko (Pieniężno)
Pour les articles homonymes, voir Jeziorko.
Jeziorko est un village polonais de la voïvodie de Varmie-Mazurie, dans le powiat de Braniewo.

## Histoire
De 1818 à 1945, Seefeld fait partie de l'arrondissement de Braunsberg dans le district de Königsberg de la province de Prusse-Orientale.